# Houen-Hounso
Houen-Hounso è un arrondissement del Benin situato nella città di Covè (dipartimento di Zou) con 7.008 abitanti (dato 2006).